# Der Schüler Gerber
 (novembre 2023).
Si vous disposez d'ouvrages ou d'articles de référence ou si vous connaissez des sites web de qualité traitant du thème abordé ici, merci de compléter l'article en donnant les références utiles à sa vérifiabilité et en les liant à la section « Notes et références ».
Der Schüler Gerber (L'Élève Gerber) est un roman de l'écrivain autrichien Friedrich Torberg publié en 1930 à Vienne.

## Origines du roman
Der Schüler Gerber est le premier roman du jeune Friedrich Torberg. Il décrit l'histoire du jeune étudiant Kurt Gerber qui se suicide après des événements tragiques à la suite des examens finals de la Matura. Torberg s'est inspiré de sa propre vie, car il avait échoué aux examens en 1927 et ne fut déclaré « mature » que lors de son deuxième passage en 1928. Durant l'année 1929, plusieurs articles de journaux parlent de quelques suicides d'élèves et ont inspiré l'auteur pour écrire un roman sur ses propres faits vécus et ces événements tragiques. Le roman peut être analysé comme une plaidoirie contre la subjectivité des enseignants et les contextes d'évaluation d'apprentissages de façon générale. Le livre pose implicitement la question : si les mauvais élèves étaient encore des mauvais élèves et les bons élèves encore des bons élèves, si on changeait les enseignants et directeurs d'écoles. Ce roman, largement discuté en Autriche lors de sa publication, suscite encore aujourd'hui la polémique : certains événements mentionnés dans le livre sont toujours réalistes et présents dans certaines formes de normes éducatives, ce qui le rend pédagogiquement pertinent. Dans certains cours de pédagogie actuels au Gymnasium allemand, la lecture de ce livre est fortement suggérée.

## Résumé
Kurt Gerber est dans sa dernière année scolaire et doit faire face à un enseignant froid, dominant et anti-social qui est détesté par tous les élèves qui est le professeur Artur Kupfer. Lors des vacances avant le début de l'année scolaire, Kupfer rencontre la famille Gerber par hasard durant les vacances et annonce au père de Kurt qu'il voudrait « briser » son fils et lui apprendre le respect et l'obéissance d'une manière autoritaire et militaire, s'il se comportait mal durant ses cours. Le père suggère donc à son fils de changer d'école ou de suivre des cours privés pour éviter de rencontrer le professeur Kupfer, mais Kurt veut absolument réussir sa dernière année d'école pour faire un doctorat en études de droit ou encore en philosophie et veut accepter le défi de faire face à Artur Kupfer.
Trois éléments tragiques détruisent au fur et à mesure la confiance de l'élève en lui-même. Premièrement, il y a le « Dieu » Kupfer qui a une forte antipathie contre Kurt Gerber qu'il trouve trop rebelle et intellectuel et qui réussit également de briser le sentiment de solidarité au sein de son groupe-classe, par la suite la relation de Kurt Gerber envers la mystérieuse femme fatale Lisa Berwald qui semble jouer avec lui, qui réagit à ses approches amoureuses, mais qui disparaît parfois pendant des semaines, flirte avec d'autres jeunes hommes et se crée des relations infidèles et instables d'une manière naïve et enfin la situation médicale du père très émotif de Kurt Gerber qui avait subi une crise cardiaque et qui risque de mourir d'une autre crise cardiaque qu'il pourrait par exemple subir lorsque son fils échoue à l'école.
Kurt Gerber prend le plus de récupérations possibles avant les examens finals de la Matura. Il se compare à un élève qui est d'habitude très fort en mathématiques, mais lorsque celui-ci échoue aux exigences d'Artur Kupfer, Kurt Gerber est complètement déstabilisé. Bien que la plupart des enseignants l'encourageant fortement et ont eux-mêmes une peur ou haine envers Artur Kupfer, Kurt Gerber perd de plus en plus le sens de la réalité, surtout lorsque son examen oral en mathématiques devant plusieurs enseignants et trois autres élèves en avant de la classe se passe mal. Après cette première épreuve orale négative, Kurt Gerber se déstabilise et fait des erreurs inhabituelles dans les épreuves de latin, de poésie et littérature germanophone et d'histoire et géographie. Durant une pause durant les examens, il se dispute avec ses camarades de classe et une bataille générale est évitée à peine. À la fin de toutes les épreuves, Kurt Gerber est ainsi seul dans un petit couloir et est certain que ses examens se sont mal passés. Il perd le contrôle, monte sur une fenêtre et saute dans le vide pour se suicider. Peu après, ses camarades de classe remarquent sa disparition, mais c'est déjà trop tard. Lorsque les enseignants quittent la classe où avaient lieu les examens oraux pour annoncer que Kurt Gerber a fatalement réussi ses examens et obtenu le diplôme de la matura malgré tout, ils découvrent son cadavre.

## Éditions
Une nouvelle édition en français, traduction de Françoise Toraille, aux éditions Zoé, en 2016, porte le titre L'élève Gerber.

## Adaptation
- 1981 : Der Schüler Gerber, téléfilm autrichien réalisé par Wolfgang Glück pour la télévision autrichienne. Tourné à Vienne, le téléfilm met en vedette Gabriel Barylli qui joue le rôle de l'élève et Werner Kreindl qui incarne l'enseignant. Le film respecte très étroitement le roman.